# 13298 Namatjira
13298 Namatjira este un asteroid din centura principală de asteroizi.

## Descriere
13298 Namatjira este un asteroid din centura principală de asteroizi. A fost descoperit pe 15 septembrie 1998 la Reedy Creek de John Broughton. Asteroidul prezintă o orbită caracterizată de o semiaxă mare de 2,39 ua, o excentricitate de 0,10 și o înclinație de 5,9° în raport cu ecliptica.